# Parch srebrzysty ziemniaka

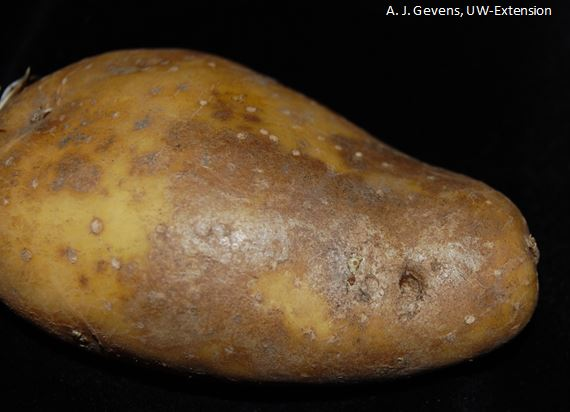

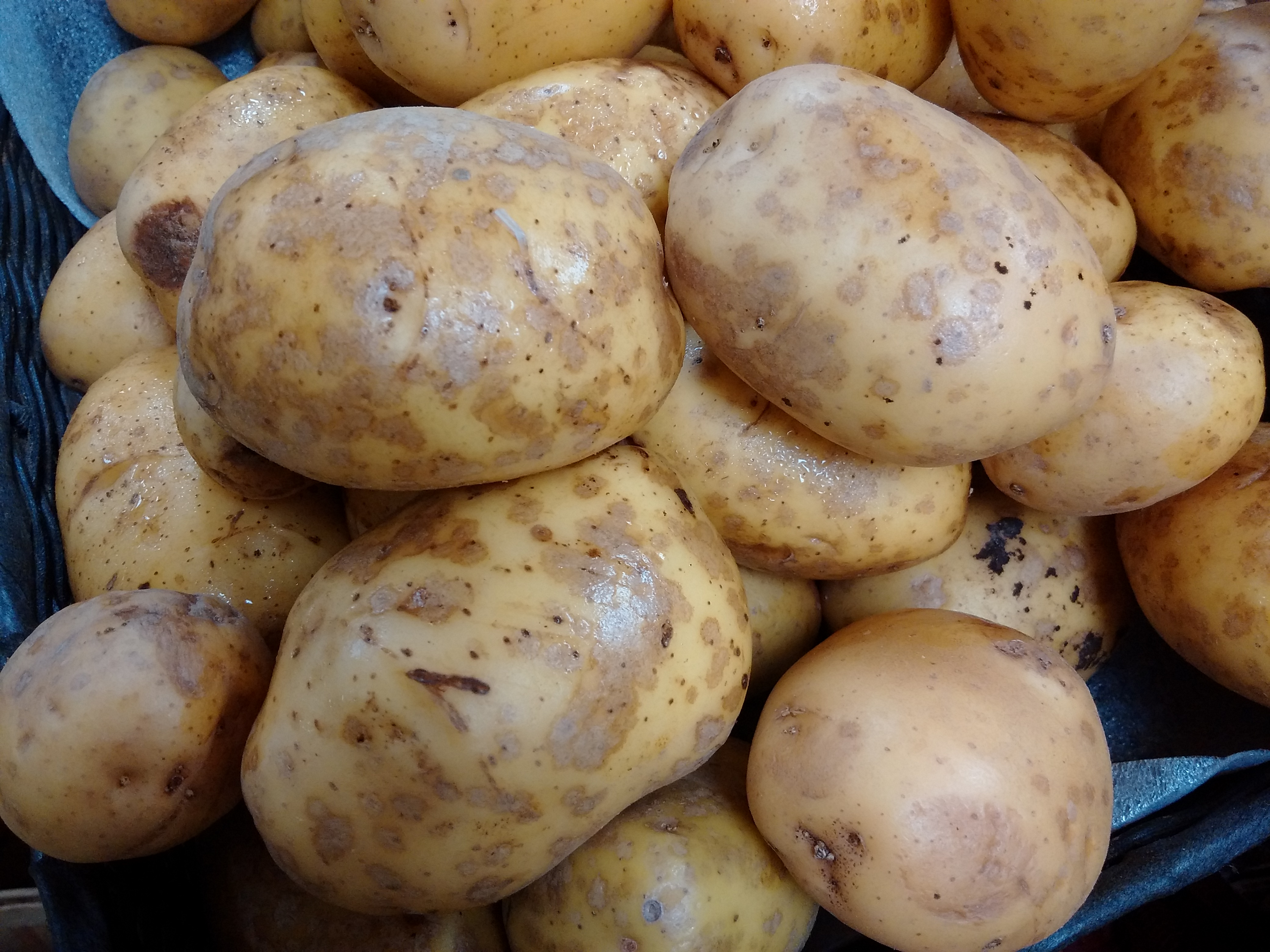

Parch srebrzysty ziemniaka (ang. silver scurf of potato) – grzybowa choroba ziemniaka (Solanum tuberosum), wywołana przez Helminthosporium solani.

## Występowanie i objawy
Jest to choroba z grupy parchów. Występuje we wszystkich rejonach uprawy ziemniaka na świecie. Porażone nią bulwy ziemniaków tracą dużo wody i więdną. Wiosną nie wyrastają z nich kiełki lub tylko nieliczne, wskutek czego takie bulwy nie nadają się do sadzenia.
Pierwsze plamy pojawiają się w okresie przechowywania ziemniaków. Są jasnobrunatne, okrągłe lub owalne, początkowo małe, ale powiększają się. Choroba powoduje rozwarstwienie komórek tkanki okrywającej, a powstałe szczeliny wypełnia powietrze, co powoduje, że plamy stają się srebrzyste. Przy dużej wilgotności na plamach pojawia się nalot złożony konidioforów i zarodników grzyba.
Parch srebrzysty ziemniaka może być mylony z antraknozą ziemniaka wywoływaną przez Colletotrichum coccodes. Na porażonych bulwach pierwsze zmiany pojawiają się jako przebarwienia o nieregularnym kształcie i barwie od brązowej do szarej, które mogą obejmować znaczną część bulwy. Jednak w przypadku antraknozy przebarwienia są słabo oddzielone od zdrowej skórki. Istnieją też duże różnice przy mikroskopowej obserwacji nalotu i zarodników.

## Epidemiologia
Helminthosporium solani atakuje tylko ziemniaki. Jego zarodniki konidialne rozprzestrzeniają się w przechowalni na niewielkie odległości. Wyrastające z nich strzępki grzyba rozrastają się zarówno między komórkami, jak i w komórkach skórki bulw ziemniaka. Patogen może się rozprzestrzeniać także w glebie, ale na niewielkie odległości. Zasiedla nowo powstające bulwy ziemniaka w okresie wegetacji. Na duże odległości rozprzestrzenia się wraz z transportem porażonych bulw.
Opóźnienie zbioru bulw sprzyja dużemu ich zainfekowaniu. W czasie przechowywania bulw rozwojowi choroby i jej rozprzestrzenianiu się sprzyja temperatura powyżej 3 °C oraz wilgotność powietrza powyżej 90%.
Głównym źródłem infekcji są zakażone sadzeniaki. W glebie uwalniają się z nich zarodniki konidialne infekujące nowo powstające bulwy. Inokulum glebowe jednak też ma znaczenie. W glebie H. solani może przetrwać 9 miesięcy, ale zauważono, że do infekcji tym patogenem dochodziło na polach, na których nie uprawiano ziemniaków przez kilka kolejnych lat. Wykryto go na starzejących się liściach lucerny, sorga, żyta, owsa, kukurydzy, pszenicy, rzepaku, koniczyny czerwonej i gryki. Oznacza to, że H. solani jest nie tylko pasożytem, ale także saprotrofem i może przetrwać na wielu różnych roślinach.

## Ochrona
Do sadzenia należy używać zdrowych sadzeniaków. Wykopki ziemniaków powinny się odbyć zaraz po dojrzeniu bulw, a ich przechowywanie przy wilgotności względnej poniżej 90%. Bulwy przeznaczone na sadzeniaki powinny zostać zaraz po zbiorze zaprawione fungicydami przeciwko rizoktoniozie, co zabezpiecza je także przed parchem srebrzystym. Na dawniej używany do tego celu tiabendazol patogen stał się odporny. W Polsce dopuszczony do użycia jest imazalil i protiokonazol. Zwiększająca się świadomość ludzi dotycząca szkodliwego wpływu fungicydów na zdrowie ludzi powoduje, że testowane jest zastąpienie ich innymi związkami chemicznymi, w tym solami, środkami dezynfekującymi i roślinnymi olejkami eterycznymi. Zaczęto już stosować także biopreparaty zawierające Bacillus subtilis i Pseudomonas syringae.